# James Silas
James Edward Silas (* 11. Februar 1949 in Tallulah, Louisiana) ist ein ehemaliger US-amerikanischer Basketballspieler. Er spielte auf der Guard-Position. Den Hauptteil seiner Karriere verbrachte er bei den San Antonio Spurs in der ABA und der NBA.

## Spielerkarriere
James Silas spielte an der Stephen F. Austin State University in Nacogdoches (Texas) Collegebasketball. In seiner letzten Saison (Senior) erzielte er durchschnittlich 30,7 Punkte pro Spiel und führte er die Schule zu einer 29:1 Bilanz.
Silas wurde im NBA-Draft 1972 in der fünften Runde von den Houston Rockets gedraftet, wurde aber von ihnen noch vor Beginn der Saison 1972–73 entlassen. Im November 1972 unterzeichnete er dann einen Vertrag bei den Dallas Chaparrals in der American Basketball Association (ABA), wo er nach der Saison 1972–73 in das ABA All-Rookie Team gewählt wurde. 1973 wurden die Chaparrals verkauft und hießen dann San Antonio Spurs.
Seine beste Saison in der ABA war 1975–76, in der er 23,8 Punkte, 4,0 Rebounds und 5,4 Assists für die Spurs erzielte.
Silas wurde zweimal in das ABA All-Star Game berufen (1975 und 1976). Außerdem wählte man ihn 1975 ins All-ABA Second Team und 1976 in das All-ABA First Team.
1976 wurde der Spielbetrieb der ABA eingestellt und die Spurs wechselten in die NBA. Dort spielte Silas noch für fünf weitere Jahre für San Antonio. 1981 wechselte er zu den Cleveland Cavaliers, für die er noch eine Saison spielte, bevor er vom aktiven Sport zurücktrat.
Am 28. Februar 1984 wurde James Silas’ Trikotnummer (13) als erste Nummer überhaupt von den San Antonio Spurs retired, d. h. diese Nummer wird nicht mehr an andere Spieler vergeben.